# Болкан Нюз Корпорейшън
Болкан Нюз Корпорейшън (на английски: Balkan News Corporation) е българска медийна компания, излъчваща каналите с марката Би Ти Ви и продаваща до 2010 г. рекламното време на каналите с марка Фокс в България. Първоначално е собственост на Нюз Корпърейшън. През април 2010 г. фирмата, управляваща БТВ е придобита от холандската медийна корпорация Central European Media Enterprises (CME), която дотогава управлява каналите PRO.BG и Ринг ТВ. Каналите на Фокс (Фокс Лайф, Фокс Крайм) се излъчват за България под шапката на Фокс Интернешънъл Ченълс България, собственост на Нюз Корпърейшън.
През 2011 г. Болкан Нюз Корпорейшън се преименува на БТВ Медиа Груп след вливането на Триада Комюникейшънс, Про.БГ и Ринг.БГ в компанията и включва каналите Би Ти Ви, Би Ти Ви Комеди, Би Ти Ви Синема, Би Ти Ви Екшън (бившата PRO.BG), Би Ти Ви Лейди (от януари 2012) и Ринг ТВ. Собственик на Би Ти Ви Медиа Груп е нидерландското дружество Central European Media Enterprises (CME).